# Maplewood (Nueva Jersey)
El municipio de Maplewood (en inglés: Maplewood Township) es un municipio ubicado en el condado de Essex en el estado estadounidense de Nueva Jersey. En el año 2010 tenía una población de 23 867 habitantes y una densidad poblacional de 2 386,7 personas por km².

## Geografía
El municipio de Maplewood se encuentra ubicado en las coordenadas 40°43′44″N 74°11′20″O / 40.72889, -74.18889.

## Demografía
Según la Oficina del Censo en 2007 los ingresos medios por hogar en el municipio eran de $94,253 y los ingresos medios por familia eran $111,725. Los hombres tenían unos ingresos medios de $57,572 frente a los $41,899 para las mujeres. La renta per cápita para la localidad era de $36,794. Alrededor del 3.4% de la población estaba por debajo del umbral de pobreza.